# كنداري
كنداري (بالإنجليزية: Kendari)‏ هي معلم جغرافي تقع في إندونيسيا في سولاوسي الجنوبية الشرقية. يقدر عدد سكانها بـ 314,812 نسمة وترتفع عن سطح البحر 5 متر.

## المدن التوأمة
مدينة ميتروفيتسا هي مدينة توأمة لـكنداري.